# Abellio

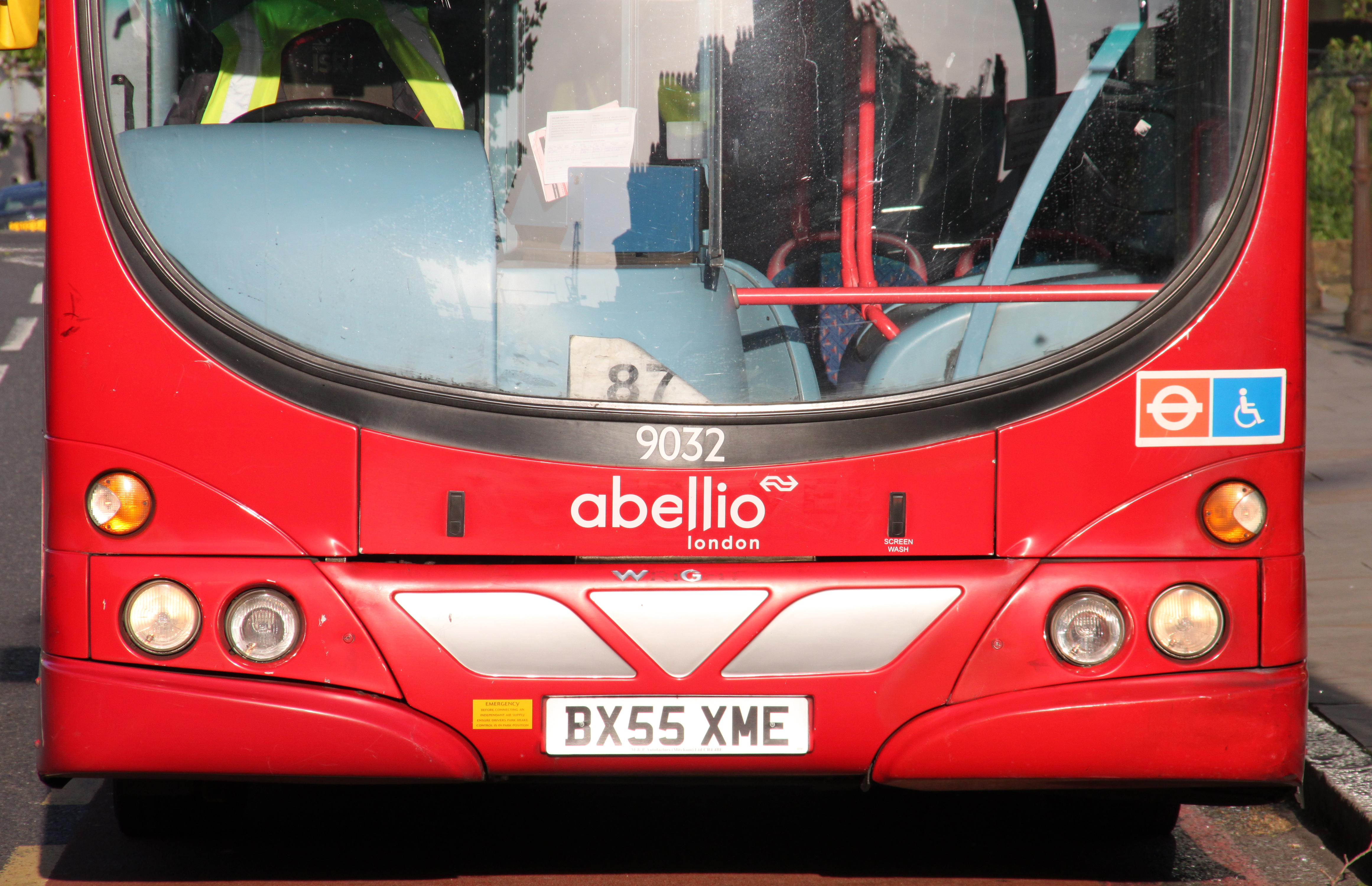
Een bus van Abellio in het centrum van Londen.

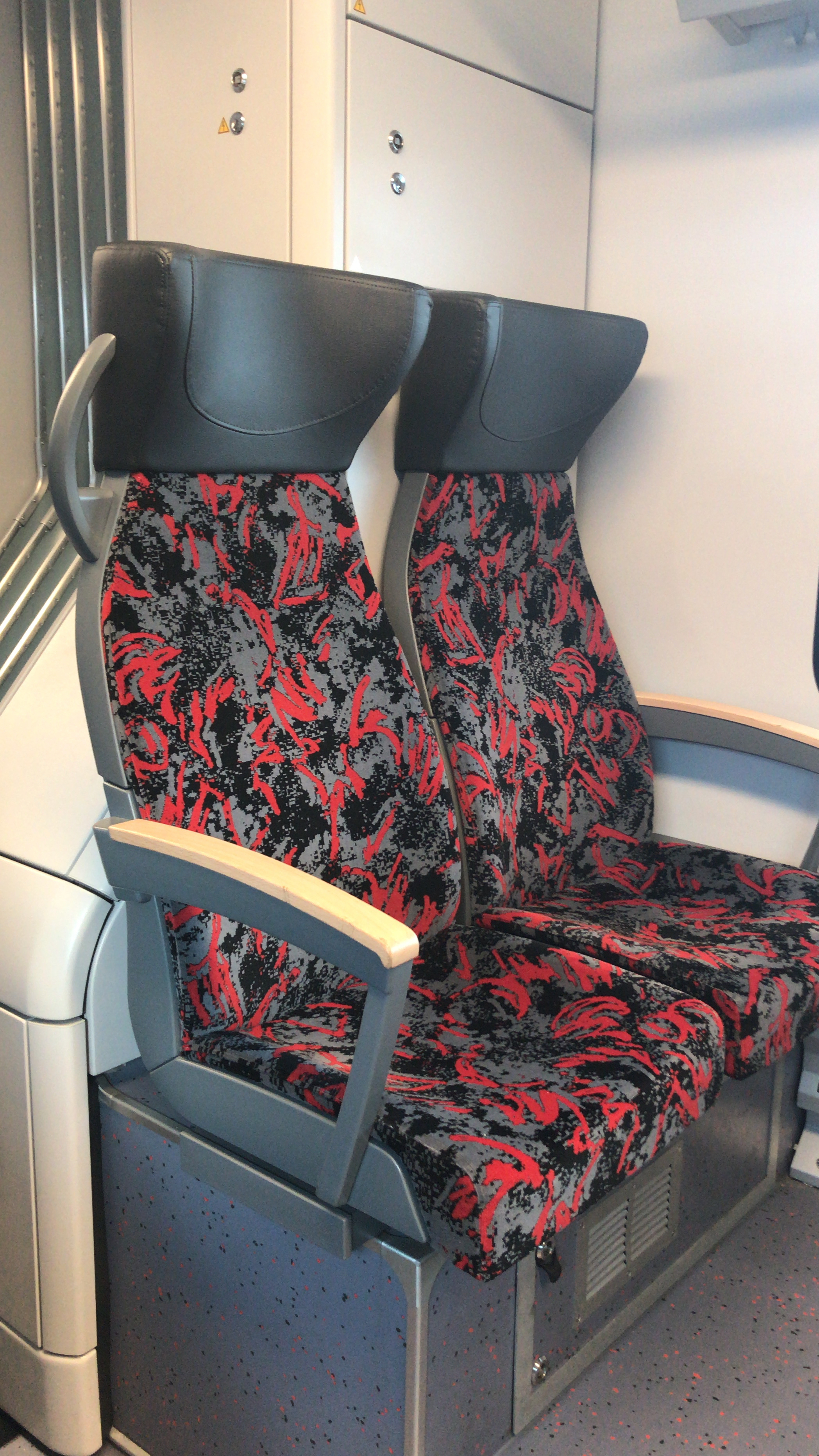
De stoelen van de tweede klas in de Abelliotrein.

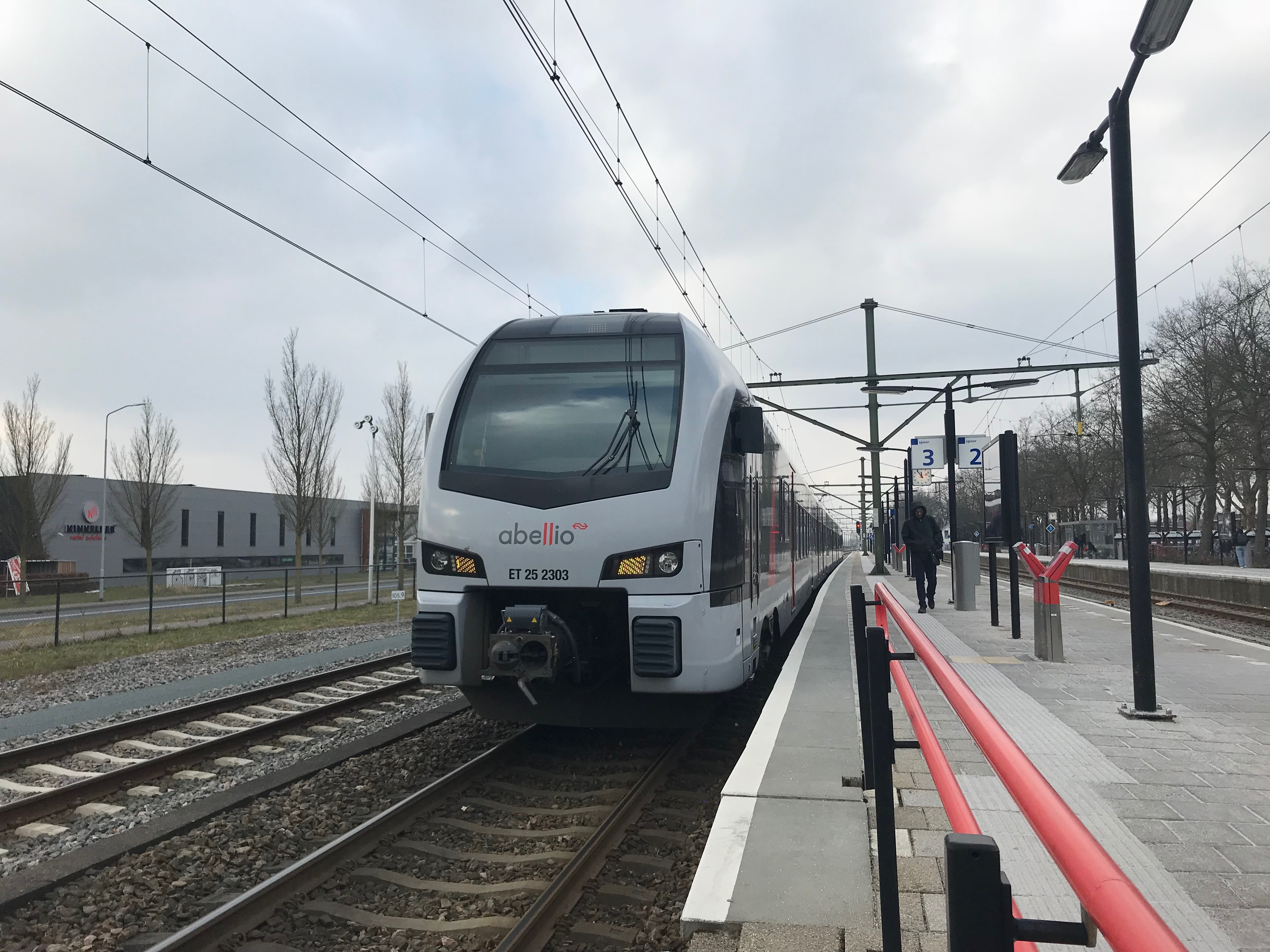
Abellio Flirt op station Zevenaar, onderweg naar Duitsland.

Abellio Group, gevestigd te Utrecht, is een Nederlands bedrijf dat onderdeel is van de Nederlandse Spoorwegen en openbaarvervoerconcessies exploiteert in Nederland en voorheen in Duitsland, het Verenigd Koninkrijk (Engeland en Schotland) (tot 2023) en Tsjechië (tot 2015). Het bedrijf is opgericht in 2001 onder de naam NedRailways. Nadat eind 2008 het Essense vervoerbedrijf Abellio GmbH werd overgenomen, werden vanaf 2009 alle activiteiten voortgezet onder de naam Abellio.
Het bedrijf had kantoren in Berlijn, Londen, Glasgow en Stockholm. In 2014 telde het bedrijf bijna 6.000 medewerkers, waarvan zo'n 5.400 in het Verenigd Koninkrijk.

## Verenigd Koninkrijk

### Engeland
Abellio UK in Engeland opereerde in samenwerking met Serco de treinconcessie Merseyrail (sinds 2003). Deze loopt af in 2028. Met 1.200 medewerkers, en dagelijks ruim 110.000 reizigers in 2014, is Merseyrail actief in een van de drukste netwerken in het land.
Eveneens in samenwerking met Serco werd van 12 december 2004 tot en met 31 maart 2016 de Northern-concessie, uitgevoerd als Northern Rail. Northern Rail telde 5.000 medewerkers en in 2014 werd de concessie verlengd tot en met maart 2016. Op 1 april 2016 werd deze concessie overgenomen door Arriva.
In 2009 werd het busbedrijf Abellio London & Surrey toegevoegd aan het portfolio.
Het bedrijf had sinds 2011 ook de treinconcessie Abellio Greater Anglia. Dit onderdeel exploiteert de treinconcessie in Oost-Engeland naar Londen. Er werkten zo'n 3.000 mensen die in 2014 dagelijks 354.000 reizigers verplaatsten.
Abellio werd op 10 augustus 2016 verkozen als 'preferred bidder' boven de maatschappijen First East Anglia Limited en de National Express East Anglia Trains Limited. Het gaat hier om een concessie van negen jaar tot 2025. Deze concessie ging in op 16 oktober 2016. Onderdeel van de concessie betrof een investering van 1,5 miljard pond (ruim 1,75 miljard euro) ter vervanging van de bestaande treinvloot. Hiermee werden in ieder geval 1.043 nieuwe, elektrische, bimodale voertuigen gekocht. Het ging hierbij om 111 treinstellen van het type Bombardier next-generation Aventra elctro en om 58 treinstellen van het type Stadler FLIRT UK elektro en elektro-diesel.
Medio 2017 won de joint venture West Midlands Trains (WMT) een Britse aanbesteding. In WMT heeft Abellio 70% van de aandelen. Het ging om het treinverkeer tussen Londen met Birmingham en Liverpool en verschillende regionale lijnen. De concessie startte in december 2017 en loopt tot het voorjaar van 2026. WMT was bereid in deze periode 1 miljard pond te investeren, waaronder zo'n 700 miljoen pond voor materieel. De concessie levert een omzetbijdrage op van ongeveer 500 miljoen euro per jaar.

#### Verkoop van Abellio UK
Op 28 februari 2023 heeft de NS de verkoop van Abellio UK afgerond. Dit is het resultaat van een in 2018 genomen besluit om zich uit het Verenigd Koninkrijk terug te trekken. Het bedrijf is verkocht aan het Britse management. Hiertoe is het bedrijf Transport UK Group opgericht. Na ruim twintig jaar komt er hiermee een einde van de activiteiten van NS in Groot-Brittannië.

### Schotland
Per 1 april 2015 verkreeg Abellio ScotRail een contract voor het exploiteren van treinen in Schotland. Het contract werd voor zeven jaar vastgesteld om in een later tijdvak te verlengen tot tien jaar. ScotRail verzorgde in heel Schotland intercity-, regionale en voorstedelijke spoorwegdiensten. ScotRail telt 348 stations, meer dan 2.000 treindiensten per dag en 800 treinvoertuigen. Per jaar verzorgt de spoorwegmaatschappij zo'n 90 miljoen treinreizen. Het contract liep af op 31 maart 2022.

## Duitsland
Abellio GmbH heeft het hoofdkantoor in Berlijn. Abellio GmbH is een openbaarvervoerbedrijf met bus- en spoorconcessies in de deelstaten Saksen, Nedersaksen, Saksen-Anhalt, Hessen, Thüringen  en voormalige concessies in Noordrijn-Westfalen. 100% van de aandelen was in handen van de Nederlandse Spoorwegen.
In 2010 won Abellio een concessie om anderhalve kilometer in Noordrijn-Westfalen te exploiteren.
Abellio verdriedubbelde in 2015 de concessie van het Saale-Thüringen-Südharz-Net in de staten Hessen, Thüringen, Saksen, Nedersaksen en Saksen-Anhalt.

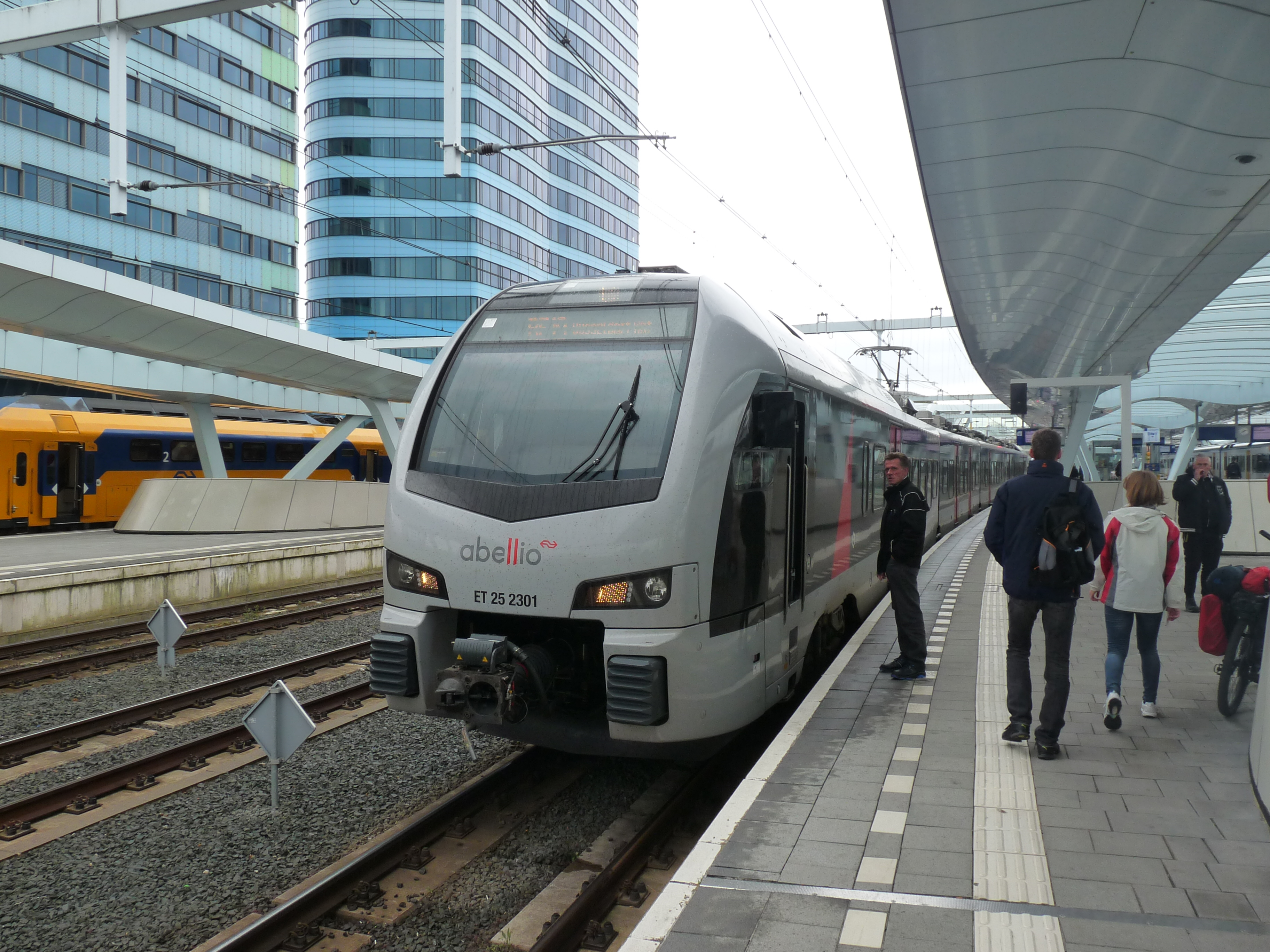
De Duitse RE 19 Abelliotrein in Arnhem.

Ook exploiteerde Abellio NRW sinds 2016 de lijn Düsseldorf – Emmerich – Arnhem als RE 19.
In 2016 begon Abellio met de concessie Niederrhein-Net tussen de Duitse deelstaat Noordrijn-Westfalen en de Nederlandse provincie Gelderland. Verder exploiteerde Abellio NRW (onderdeel van Abellio Germany) sinds dat jaar de Nederlandse concessie voor de spoorlijn Gouda - Alphen aan den Rijn.
In december 2019 nam Abellio Rail NRW voor de duur van 15 jaar enkele lijnen van de S-Bahn Rhein-Ruhr over van DB Regio.
- S 2 (Dortmund – Recklinghausen / Essen)
- S 3 (Oberhausen – Hattingen)
- S 9 (Hagen – Recklinghausen / Haltern am See)
- RB 32 (Dortmund – Duisburg)
- RB 40 (Hagen – Essen)
- RE 49 (Wesel - Wuppertal)

Vanaf juni 2019 verzorgt Abellio GmbH, met een looptijd van 13 jaar, het vervoer in de treinconcessie Stuttgarter Net. Het gaat om SPNV-Net 1, lot 1 (Neckartal). Hiervoor werden 43 treinstellen besteld.
- SPNV-Net 1, lot 1 (Neckartal)
  - Stuttgart – Mühlacker – Bruchsal / Pforzheim
  - Stuttgart – Heilbronn – Mannheim / Osterburken
  - Stuttgart – Plochingen – Tübingen

### Financiën in 2021
Begin juli 2021 werd bekendgemaakt dat de bedrijfsactiviteiten van Abellio GmbH en de Nederlandse eigenaar NS zouden worden ontvlochten. De vijf Duitse concessies, met nog lang lopende contracten, leverden verliezen op van 30 à 50 miljoen euro per jaar, zodat een faillissement dreigde. De Nederlandse minister van financiën Hoekstra deelde de Tweede Kamer mee dat ingrijpen onvermijdelijk werd als er niet binnen zeven maanden een realistisch reddingplan zou komen dat perspectief bood op een voortbestaan van de Duitse tak van Abellio. De vijf betrokken deelstaten van Duitsland waren benaderd met de boodschap dat financiële hulp geboden was omdat de Nederlandse overheid de verliezen niet alleen kon dragen.

### Einde in Noordrijn-Westfalen
In januari 2022 is Abellio Rail NRW, de tak van vervoersactiviteiten in Noordrijn-Westfalen failliet verklaard. Mobil.NRW heeft met spoed andere concessiehouders moeten vinden. Onder andere is Rhein-IJssel-Express (RE19) tussen Arnhem en Düsseldorf per 1 februari 2022 overgedragen aan Vias GmbH.

### Overname door BeNEX
Op 15 oktober 2023 werd Abellio Deutschland overgenomen door BeNEX.

## Nederland

### RijnGouwelijn

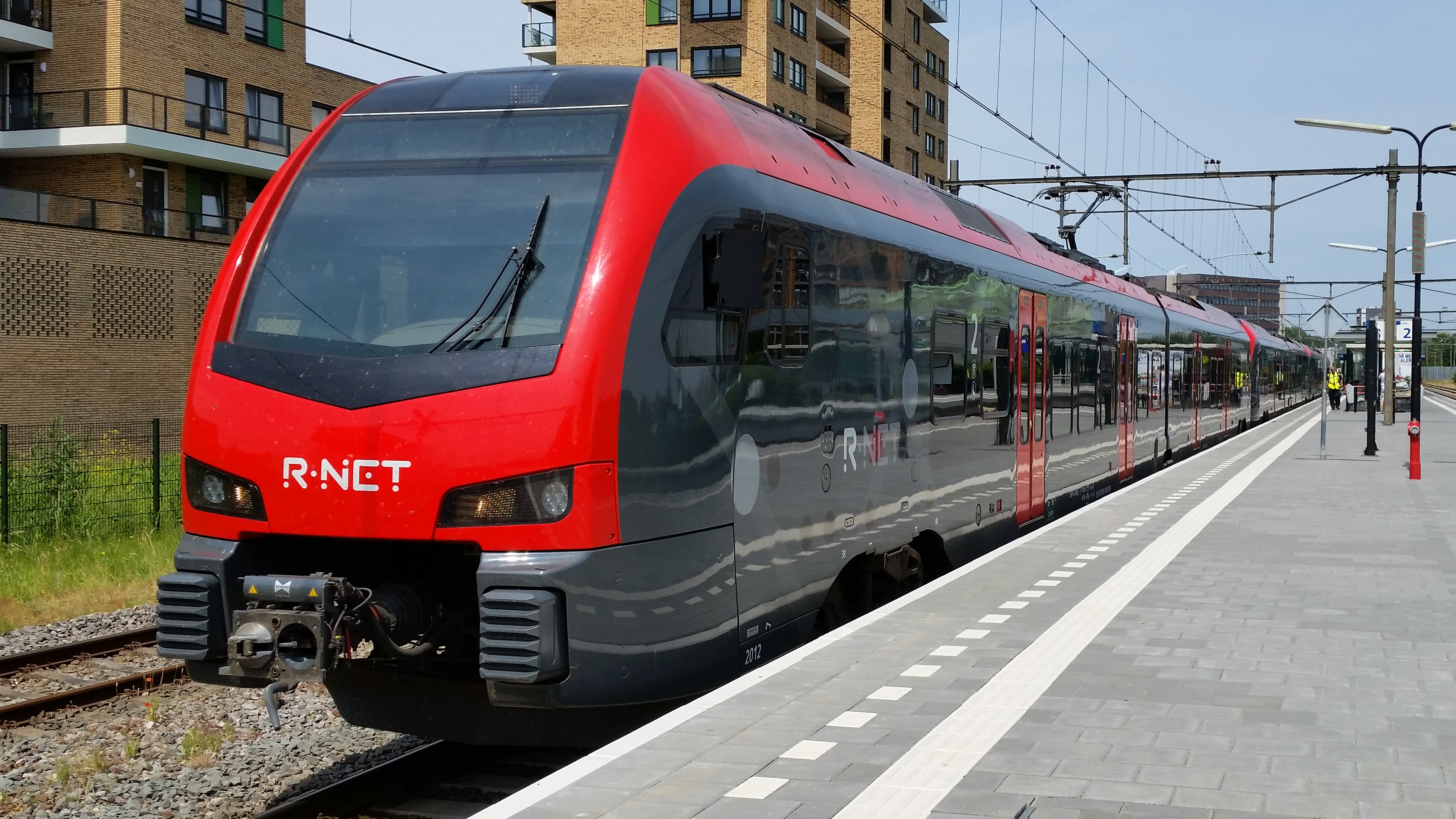
NS R-net FLIRT op station Alphen aan den Rijn.

De concessie voor de spoorlijn Gouda - Alphen aan den Rijn voor de periode 2016-2031 is gewonnen door een combinatie van NS Reizigers BV en Abellio Rail NRW (onderdeel van Abellio GmbH). De exploitatie van de concessie wordt gedaan door NS Reizigers. Op 3 december 2015 is hiervoor het eerste treinstel van het type FLIRT 3, met nummer 2010, naar Leidschendam overgebracht.

### Limburg
Abellio verwierf in februari 2015 de concessie Limburg, die zou lopen van december 2016 tot december 2031. Abellio zou het busvervoer en alle stop- en sneltreinen (geen Intercity's) in Limburg gaan rijden onder de naam "DOOR!". Abellio zou de taak overnemen van Veolia en de opdracht zou naar verwachting leiden tot een omzet van 2 miljard euro over de contractperiode.
In april 2015 werd uit een intern onderzoek van NS bekend dat Qbuzz een voormalige werknemer van Veolia Transport Limburg, die nog gebonden was aan een concurrentiebeding, via een tussenpersoon had ingehuurd. Deze werknemer voorzag Qbuzz, gevraagd of ongevraagd, ongeoorloofd van vertrouwelijke informatie over Veolia. Twee bestuurders van Abellio/Qbuzz werden op non-actief gesteld. Onderzocht werd of disciplinaire maatregelen tegen andere medewerkers nodig waren. Het arbeidscontract met de ex-medewerker van Veolia werd ontbonden. De provincie Limburg zegde het contract op en besloot dat Arriva, de enige andere mededinger, de concessie kreeg.
Veolia stelde NS aansprakelijk voor schade die het bedrijf had geleden rond de aanbesteding in Limburg. Het schadebedrag werd geraamd op miljoenen euro's. Veolia deed eerder aangifte tegen de ex-medewerker van het bedrijf die informatie heeft gelekt.
Abellio vond de financiële risico's van het bod op de OV-concessie in Limburg eigenlijk te groot, maar was door de NS-directie gedwongen dit bod uit te brengen.
In juni 2017 legde de Autoriteit Consument en Markt (ACM) NS een boete op van ruim 40 miljoen euro. Volgens de ACM had NS bij de aanbesteding van het regionaal openbaar vervoer in Limburg misbruik gemaakt van zijn economische machtspositie.
In 2018 oordeelde de rechtbank in Rotterdam dat NS zijn positie op het Hoofdrailnet niet had misbruikt ten behoeve van het bod op de Limburgse ov-concessie in 2017. Er was onvoldoende aangetoond dat NS een economische machtspositie had of die misbruikte. De ACM had de voorwaarden van de concessie van het Hoofdrailnet die verleend was aan NS door de Nederlandse Staat, niet onderzocht.